# 6164 Gerhardmüller
6164 Gerhardmüller eller 1977 RF2 är en asteroid i huvudbältet som upptäcktes den 9 september 1977 av den rysk-sovjetiske astronomen Nikolaj Tjernych vid Krims astrofysiska observatorium på Krim. Den har fått sitt namn efter Gerhard Friedrich Müller.
Asteroiden har en diameter på ungefär 5 kilometer och den tillhör asteroidgruppen Flora.